# التاواس، اکلان
التاواس، اکلان (به لاتین: Altavas, Aklan) یک سکونتگاه مسکونی در فیلیپین است که در آکلان واقع شده‌است.

## خصوصیات
التاواس ۱۰۹٫۰۵ کیلومترمربع مساحت و ۲۳٬۹۱۹ نفر جمعیت دارد.